# Енергетичний баланс організму
Енергети́чний бала́нс органі́зму— стан енергозабезпечення організму, згідно з яким витрати енергії в ньому компенсуються надходженням енергії із зовнішнього середовища.
Кількість енергії, яка надходить до організму з їжею,  має відповідати його енергетичним витратам. Коли енергетичні витрати менші, ніж кількість енергії в їжі, що споживається, зростає маса тіла, переважно за рахунок жирової тканини. Потреба людини в поживних речовинах визначається її масою, віком і рівнем рухової активності. Чим менший вік, тим менше білка необхідно на 1 кг маси тіла.

## Основний обмін
Основний обмін — це мінімальна величина енергії, яка необхідна для підтримання життя організму, який знаходиться в стані спокою. Дослідження дозволили встановити, що для чоловіків з масою тіла сімдесят кілограмів величина нормального основного обміну на добу становить 1700 ккал. А для жінок з такою ж вагою — 1500 ккал.
За рахунок роботи скелетних м'язів спалюється до 90% енергії. Тому при застосуванні фізичних вправ спостерігається нормалізація ваги. При малорухомому способі життя м'язи спалюють маленький відсоток енергії, а це призводить до накопичення надлишку у вигляді жирових відкладень. Регулярні фізичні навантаження (що збільшують м'язову масу) сприяють тому, що жир спалюється навіть в умовах спокою, коли організм відпочиває. Природно, кількість енергії, яка витрачається, залежить від того, як проводиться день.
Наприклад, працівники розумової праці (письменники, клерки, чиновники) витрачають менше енергії протягом робочого дня, а представники таких професій, як спортсмени, шахтарі витрачають набагато більше енергії. Якщо і під час роботи, і під час дозвілля фізична активність практично нульова, то це веде до відкладання енергії про запас у вигляді жиру.
Споживання продуктів також вимагає певних енерговитрат. Особливо висока інтенсивність обміну речовин проявляється у випадках, коли речовини мають білкову природу. Білкова їжа має високий динамічним дією, саме тому в дієтах часто використовуються білкові продукти і скорочується споживання жирів і вуглеводів.
Інтенсивність енергообміну індивідуальна, тому що організм сам намагається підтримувати постійну масу тіла. Однак, якщо Ви ведете малоактивний спосіб життя, внутрішніх реакцій для підтримки постійної маси тіла може бути недостатньо. Тому для підтримки енергетичного балансу в організмі необхідне втручання людини.

## Енерговитрати
Енергія на трудову діяльність — затрати енергії на виконання фізичної та розумової праці і залежить від її інтенсивності.
Енерговитрати людини визначаються за формулою: W=Σ (КФА • Т • ВОО), де W — добові енерговитрати, КФА — коефіцієнт фізичної активності, Т — тривалість, ВОО — величина основного обміну.
Коефіцієнт фізичної активності (КФА) — відношення загальних енерговитрат при певному рівні фізичної активності до величини основного обміну.
Існують такі методи визначення енерговитрат:
- метод прямої енергометрії (у калориметричних камерах) — визначення витрат енергії організму шляхом точного обліку тепла, яке виділяється організмом у різних умовах його існування;
- метод непрямої(респіраторної) енергометрії — розрахунок коефіцієнта дихання за хімічним складом вдихуваного та видихуваного повітря при різних видах діяльності;
- метод аліментарної енергометрії (протягом 15 днів) — точний контроль за динамікою маси тіла та визначення енерговитрат за еквівалентом: 6750 ккал/кг (28242 кдж/кг)
- хронометражно-табличний метод — хронометражний облік добових витрат при всіх видах діяльності за таблицями КФА;
- пульсовий метод — за сталою енергетичною ціною серцевого поштовху: 18,7 кал (78,2 дж)/поштовх[4].